# Червонный Валет (Алиса в Стране чудес)
Червонный Валет (англ. Knave of Hearts) — персонаж книги Льюиса Кэррола «Алиса в Стране чудес». Впервые появляется в главе восьмой «Королевский крокет», где он несёт корону. Показан как добрый персонаж. Затем Валет появляется в одиннадцатой главе «Кто украл крендели?», где является главным подозреваемым — «Перед троном стоял между двумя солдатами Валет в цепях».

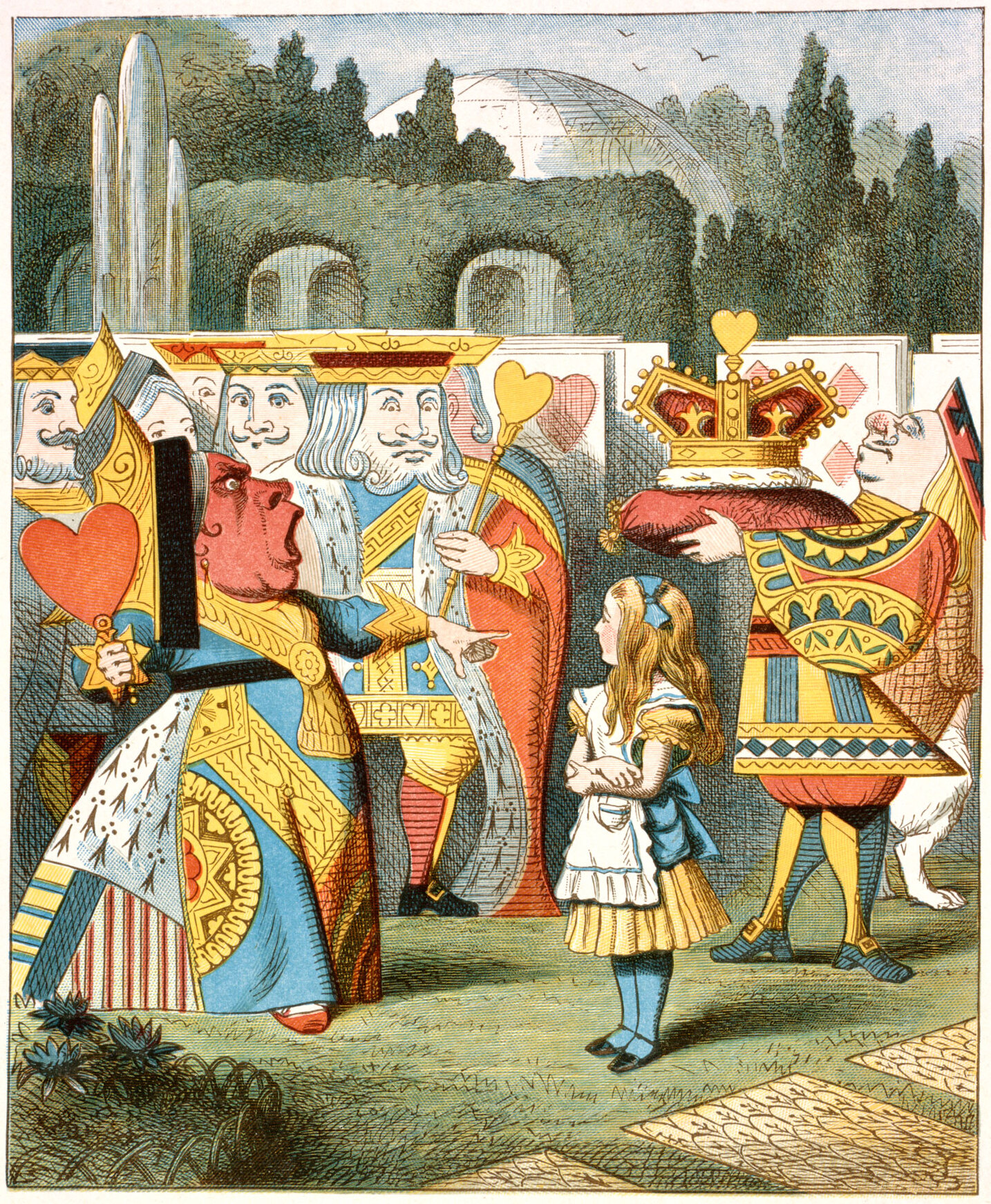
Червонный Валет несёт корону

## Стихи
Образ Червонного Валета взят из детских английских стихов:
Дама Червей напекла кренделей
В летний погожий денёк.
Валет Червей был всех умней
И семь кренделей уволок
(перевод Нины Демуровой)
(Кэрролл не приводит второй строфы этой хорошо известной народной песенки.
Король Червей, пожелав кренделей,
Валета бил и трепал.
Валет Червей отдал семь кренделей,
С тех пор он больше не крал.)
Но русскоязычному читателю известно другое стихотворение в переводе Маршака:
Дама Бубён варила бульон
И жарила десять котлет. (в другой версии — и пудинг пекла на обед, этот вариант можно также услышать на пластинке «Робин Гуд» в исполнении Кларинды)
Девятка Бубён стащила бульон
Котлеты украл Валет!
В фильме «Алиса в Стране Чудес» можно было услышать следующий стих:
Дама Червей
Напекла печенья.
Валет их украл!
Вот огорчение!

## Имя и положение
В книге собственного имени у Валета нет.
В фильме «Алиса в Стране Чудес» 1999 года у Валета появляется имя "Джек" (Червонный Валет — Jack of Hearts, англ. jack обозначает "валет"), и он является племянником Королевы со стороны отца.
В сериале «Алиса» Джек — парень Алисы и сын червонной королевы. Он глава восстания (его мать похищает людей из Реальности и питается их эмоциями). Также он будущий жених Герцогини.
В фильме 2010 года Валет получает новое имя — Илосович Стейн. Он возлюбленный Королевы и начальник её охраны. Кроме того ему нравятся большие женщины. Чуть не был убит Шляпником, но выжил. Был отправлен вместе с Королевой в ссылку, что было для него хуже. В сиквеле мы узнаём, что Илосович Стейн умер.
В сериале «Однажды в стране чудес» 2013 года валет — это бывший возлюбленный королевы, который помогает Алисе. Его зовут Уилл Скарлет.

## В других произведениях
- В игре по мотивам фильма Бёртона Валет — один из боссов.
- Появляется в нескольких эпизодах четвертого сезона сериала «Однажды в сказке», а также является одним из центральных персонажей его спинн-оффа — сериала «Однажды в стране чудес».
- В манге «Heart no Kuni no Alice», Червонный Валет носит имя Эйс. В произведении он представлен как искусный воин, страдающий от топографического кретинизма.